# Yamaha TMAX

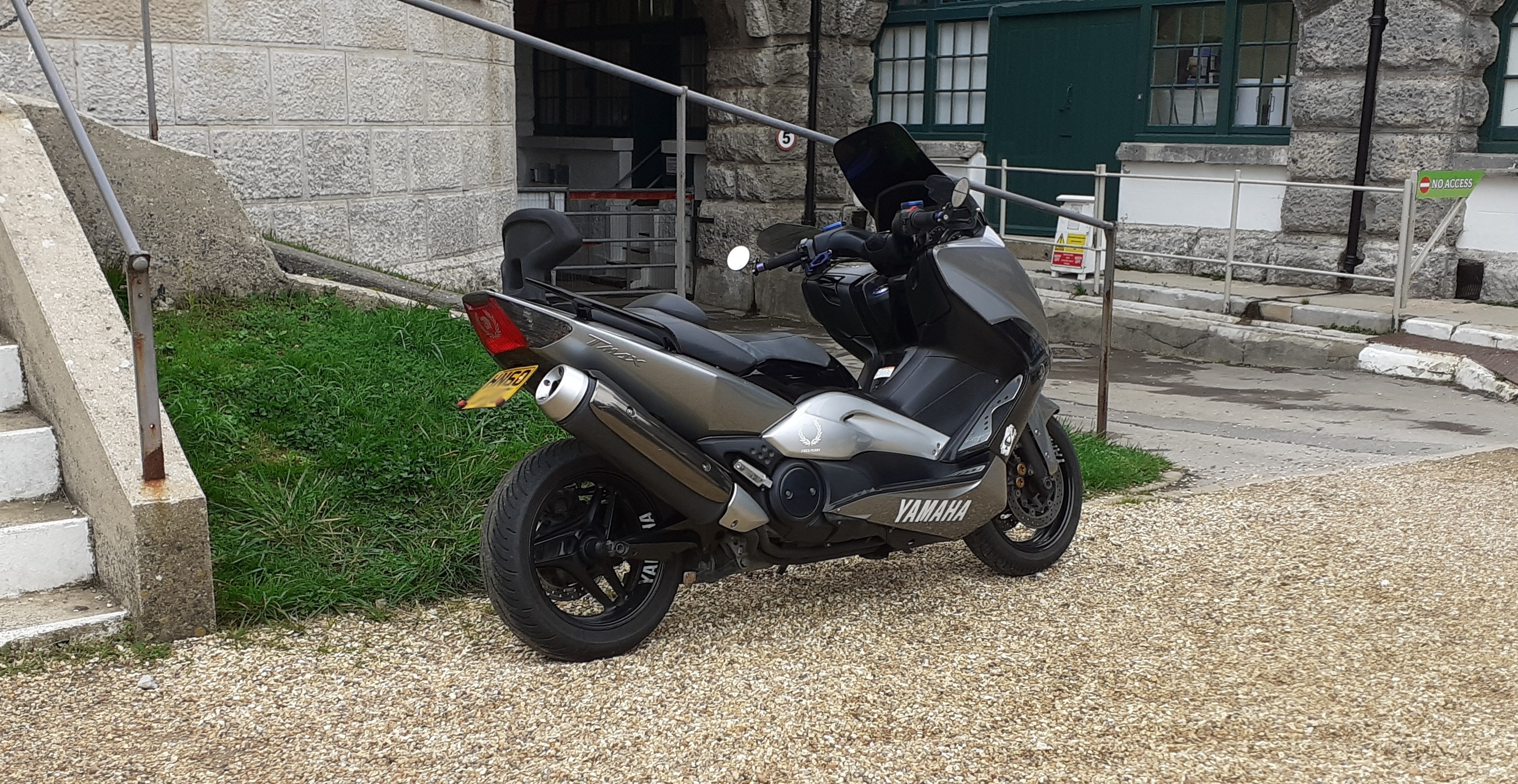

Der Yamaha TMax ist ein Großroller des japanischen Motorradherstellers Yamaha.

## Geschichte
Der TMax wurde Ende 2000 vorgestellt und begründete das Segment der Großroller mit Zweizylindermotor. Bis dahin waren in Großserie abgesehen vom Italjet Formula 125 ausschließlich Einzylinder üblich, auch in größeren Fahrzeugen wie dem Honda CN 250 Helix. Bis 2017 wurden in Europa 250.000 Tmax verkauft. Zum Modelljahr 2022 ist wie bei der Markteinführung die Farbe Extreme Yellow erhältlich.

## Technik
Der TMax baut je nach Modell auf einem Stahlrohrrahmen und später einem Aluminiumdruckgussrahmen auf, in dem der 4-Takt-Motor rolleruntypisch rahmenfest eingebaut ist und wie bei einem Motorrad per Sekundärtrieb das Hinterrad antreibt. Dazu dienen je nach Generation zwei gekapselte Ketten oder ein offen laufender Zahnriemen. Das Hinterrad ist mit einer Einarmschwinge aufgehängt. Das Fahrwerk wird von Anfang an positiv beurteilt.
Yamaha hält den TMax in bislang fünf Generationen durch Überarbeitungen (laut Hersteller mit kleinen Überarbeitungen acht Generationen) technisch auf aktuellem Stand. Dabei wurde schon bald die Felgengröße hinten von 14" und auf 15" erhöht und ABS eingeführt. Vorn wird seit 2005 mit einer doppelten Scheibenbremse gebremst.
So ist auch zum Modelljahr 2022 eine neue Generation erschienen, bei der nur Motor und Rahmen vom Vorgänger unverändert übernommen werden: Yamaha zeigt eine neue Außenhaut mit neuen Windschild, neuen Leuchten vorn und hinten, leichtere Zehn-Speichen-Gussfelgen mit für dies Modell entwickelten Reifen, neue Bedienelemente (Fahrerinfodisplay für die Anzeige der serienmäßigen Navigation, Schalter, …). Der Fahrer sitzt weiter vorn in aufrechterer Position.
1. Generation, seit 2001, 500 cm³, 30–32 kW, Sekundärtrieb per Kette, Stahlrohrrahmen
2. Generation, seit 2008,[1] 500 cm³, 32 kW, Sekundärtrieb per Kette, Stahlrohrrahmen
3. Generation, seit 2012, 530 cm³, 34 kW, Sekundärtrieb per Zahnriemen[6], Alurahmen
4. Generation, seit 2017, 560 cm³, 35 kW,[3] Sekundärtrieb per Zahnriemen, Alurahmen
5. Generation, ab 2022, 560 cm³, 35 kW,[7][8] Sekundärtrieb per Zahnriemen, Alurahmen

### Motor
Der eigens für den TMax entwickelte Reihenzweizylindermotor mit gleichlaufenden Kolben ("Paralleltwin") ist wassergekühlt und mit stark geneigter Zylinderbank quer weit vorn im Rahmen eingebaut. Der Motor hat zwei obenliegende Nockenwellen und vier Ventile pro Zylinder. Zur Verringerung von Motorvibrationen hat er ein Gegengewicht zum Massenausgleich, das von einem dritten Pleuel entgegengesetzt zu den Kolben bewegt wird. Noch innerhalb der ersten Generation wurde die Gemischaufbereitung von Vergaser auf Einspritzung mit geregeltem Drei-Wege-Katalysator umgestellt. Nach dem Wegfall von Mitbewerbern mit noch größeren Hubräumen liegt seine Motorleistung im Segment der Motorroller weit oben. Die fliehkraftgesteuerte, stufenlose Keilriemenautomatik ist direkt an den Motor angeflanscht. Der Verbrauch liegt bei etwa 5 bis 5,5 Liter/ 100 km. Mit dem Modelljahr 2022 wird die Euro 5-Abgasnorm erfüllt.
Der in Frankreich und Italien beliebte TMax wird in Deutschland bis auf kurze Unterbrechungen offiziell angeboten. Die Preise zwischen (ursprünglich) etwa 8000 € und (inzwischen) etwa 13.600 € sind in seinem Marktsegment hoch.